# الن ویمان
الن ویمان (اسپانیایی: Allan Wellman‎؛ زادهٔ ۲۶ مهٔ ۱۹۵۴) بازیکن فوتبال اهل گواتمالا بود.
از باشگاه‌هایی که در آن بازی کرده‌است می‌توان به اشاره کرد.
وی همچنین در تیم ملی فوتبال گواتمالا بازی کرده‌است.